# Jake Buchanan
Pour les articles homonymes, voir Buchanan.
Jake Buchanan (né le 24 septembre 1989 à Charlotte, Caroline du Nord, États-Unis) est un lanceur droitier des Ligues majeures de baseball.

## Carrière
Joueur du Wolfpack de l'université d'État de Caroline du Nord, Jake Buchanan est repêché au 8e tour de sélection par les Astros de Houston en 2010.
Il fait ses débuts dans le baseball majeur comme lanceur partant des Astros le 21 juin 2014 mais est malmené par les Rays de Tampa Bay, à qui il accorde 5 points mérités sur 8 coups sûrs et 3 buts-sur-balles en 4 manches et un tiers pour la défaite. À son match suivant le 27 juin, Buchanan est envoyé dans la mêlée comme releveur et retire les 3 frappeurs auxquels il fait face pour mériter sa première victoire dans un match remporté en manches supplémentaires par les Astros aux dépens des Tigers de Détroit.